# Chấn thương dây chằng chéo trước
Chấn thương dây chằng chéo trước xảy ra khi dây chằng chéo trước (DCCT) bị căng giãn, rách một phần hoặc rách hoàn toàn.  Phổ biến nhất trên lâm sàng là rách hoàn toàn.  Các triệu chứng bao gồm đau, tiếng rắc khi bị thương, gối không vững và sưng khớp.  Sưng thường xuất hiện trong vòng vài giờ.  Trong khoảng 50% trường hợp, các cấu trúc khác của gối như dây chằng quanh gối, sụn khớp hoặc sụn chêm bị tổn thương. 
Cơ chế gây ra thường liên quan đến đổi hướng đột ngột, dừng đột ngột, tiếp đất sau khi nhảy hoặc va chạm trực tiếp vào gối.  Chấn thương này phổ biến hơn ở các vận động viên, đặc biệt là những người tham gia trượt tuyết trên núi cao, bóng đá, bóng lưới, bóng bầu dục hoặc bóng rổ .   Chẩn đoán thường được đưa ra bằng cách khám lâm sàng và được củng cố và chẩn đoán xác định bằng chụp cộng hưởng từ (MRI).  Dấu hiệu lâm sàng thường gồm ấn đau nhói quanh khớp gối, giảm tầm vận động của khớp gối và tăng độ lỏng của khớp. 
Phòng ngừa bằng cách tập thần kinh cơ và tập tăng sức cơ thân mình .   Trong đa số các trường hợp, điều trị rách dây chằng chéo trước nên được bắt đầu bằng giáo dục và phục hồi chức năng qua các bài tập (không phải phẫu thuật). Phẫu thuật được đặt ra khi bệnh nhân không đạt được chức năng vận động như mong muốn, và nếu được khuyến cáo, thường không được thực hiện cho đến khi tình trạng viêm do chấn thương đã được giải quyết ổn. 
Khoảng 200.000 người bị rách dây chằng chéo trước mỗi năm tại Hoa Kỳ.  Trong một số môn thể thao, phụ nữ có nguy cơ chấn thương dây chằng chéo trước cao hơn, trong khi ở những môn khác, cả hai giới đều bị ảnh hưởng như nhau.    Các trường hợp rách hoàn toàn dây chằng chéo trước ở người lớn có tỷ lệ mắc bệnh thoái hóa khớp gối sau này cao hơn, chiến lược điều trị dù phẫu thuật hay không cũng không cho thấy thay đổi được nguy cơ này.  Đứt dây chằng chéo trước cũng có thể xảy ra ở một số loài động vật, bao gồm cả chó.

## Nguyên nhân

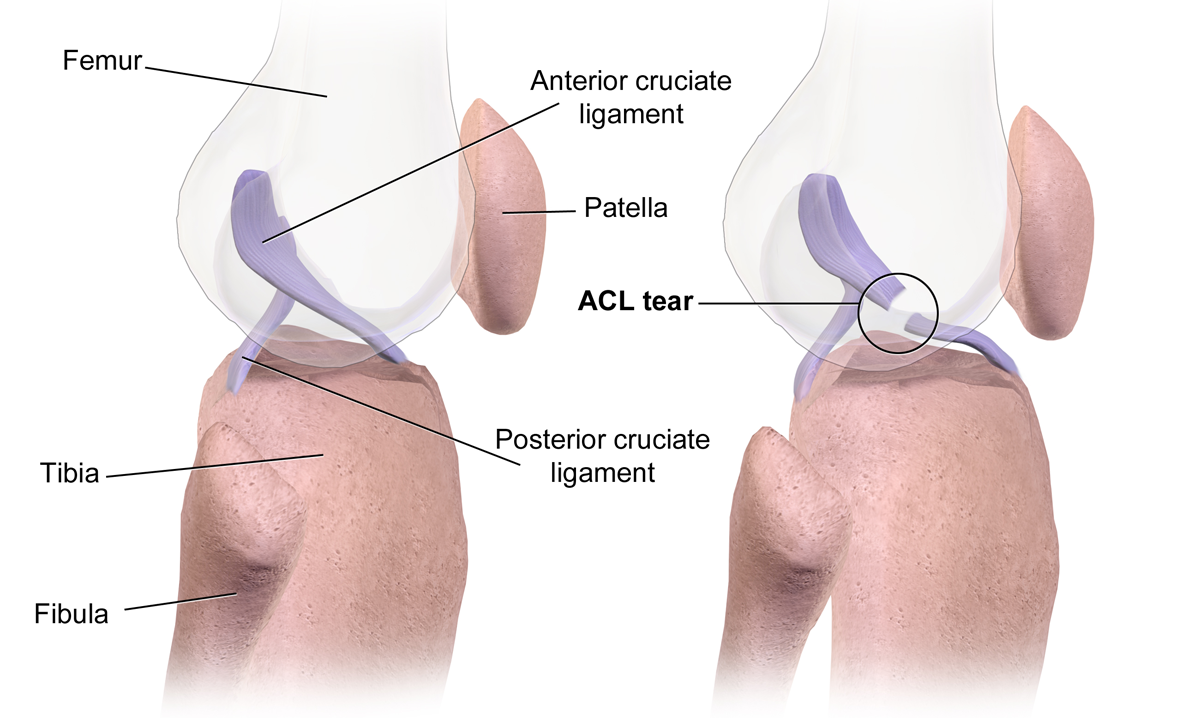
Rách dây chằng chéo trước

Rách xảy ra khi xương chày di chuyển quá xa về phía trước hoặc xương đùi di chuyển quá xa về phía sau. Nguyên nhân có thể bao gồm:
- Chuyển hướng quá gấp
- Tiếp đất trong tư thế gây rách
- Đang chạy thì dừng lại đột ngột
- Va chạm trực tiếp vào đầu gối (ví dụ trong một pha vào bóng đá hoặc va chạm xe cơ giới) [1]

Những chuyển động này khiến xương chày bị giật khỏi xương đùi, gây áp lực lên khớp gối và có khả năng dẫn đến đứt dây chằng chéo trước. Khoảng 80% chấn thương DCCT xảy ra mà không do chấn thương trực tiếp.  Các yếu tố nguy cơ bao gồm cấu trúc cơ thể phụ nữ, một số môn thể thao, khởi động và điều tiết tình trạng kém, mệt mỏi và chơi trên sân cỏ. 
Chấn thương DCCT rất phổ biến, có 250.000 ca chấn thương DCCT xảy ra mỗi năm. Điều này tương ứng với khả năng một cá nhân bị chấn thương DCCT là 1 trên 3.000. 

## Chẩn đoán

### Hình ảnh chụp chiếu

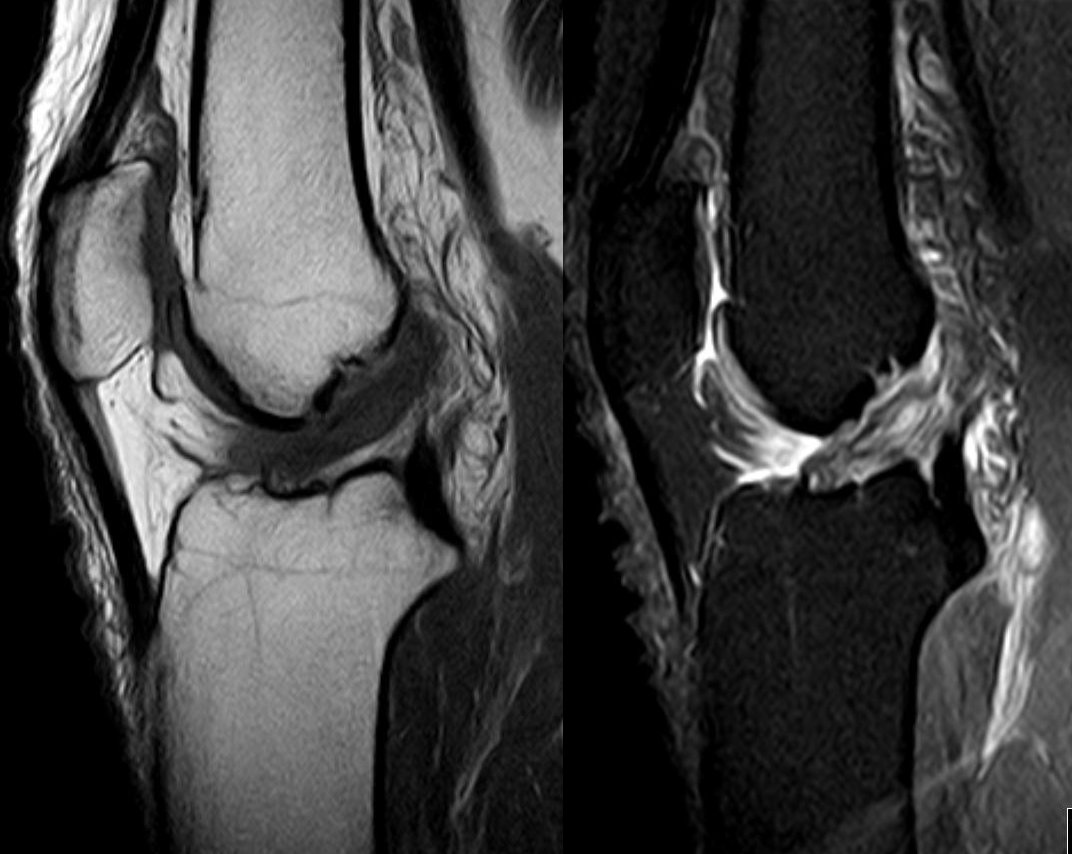
Rách dây chằng chéo trước trên phim chụp MRI. Trái phổ xung T1, phải phổ xung PDW.

Mặc dù khám lâm sàng ở những người có kinh nghiệm có thể chính xác, chẩn đoán thường được xác định bằng chụp cộng hưởng từ, cung cấp hình ảnh của các mô mềm như dây chằng và sụn vùng gối.  Nó cũng có thể cho phép nhìn rõ các cấu trúc khác có thể cũng bị tổn thương, chẳng hạn như các sụn chêm hoặc dây chằng bên.  Có thể chụp thêm phim X-quang để đánh giá xem xương ở khớp gối có bị gãy trong quá trình chấn thương hay không. 
MRI có lẽ là kỹ thuật được sử dụng nhiều nhất để chẩn đoán tình trạng của DCCT, nhưng nó không phải lúc nào cũng là kỹ thuật đáng tin cậy nhất vì DCCT trong trường hợp điều trị bảo tồn, quá trình tự sửa chữa với sự tăng sinh mô sẹo có thể tạo hình ảnh dây chằng không tổn thương. 
MRI cũng hữu ích trong trường hợp rách một phần dây chằng chéo trước. Trong đó dải trước trong thường bị tổn thương nhiều hơn so với dải sau ngoài. 

## Điều trị

### Không phẫu thuật
Phương pháp điều trị không phẫu thuật cho bệnh rách dây chằng chéo trước bao gồm quá trình phục hồi chức năng theo bài bản, từng bước nhằm khôi phục sức cơ, khả năng kiểm soát gối linh hoạt và sự tự tin về mặt tâm lý. Một nghiên cứu tổng quan hệ thống có phân tích tổng hợp, được cập nhật vào năm 2022, đã chỉ ra trên cơ sở ba thử nghiệm có đối chứng ngẫu nhiên rằng việc bắt đầu điều trị bằng phục hồi chức năng với tùy chọn phẫu thuật tái tạo sau đó cho kết quả tương tự như tái tạo phẫu thuật sớm.  Trong một số trường hợp, ACL có thể lành lại mà không cần phẫu thuật trong quá trình phục hồi chức năng—các mảnh rách sẽ liền lại với nhau để tạo thành dây chằng chức năng. 

### Phẫu thuật
Phẫu thuật tái tạo ACL là phẫu thuật thay thế ACL bị rách bằng một "mảnh ghép", là gân lấy từ một nguồn khác. Mảnh geóp có thể lấy gồm mảnh ghép từ gân bánh chè, gân chân ngỗng, gân cơ tứ đầu đùi từ người được phẫu thuật (" mảnh ghép tự thân ") hoặc từ xác chết (" mảnh ghép đồng loại "). Trong ba loại ghép tự thân khác nhau, ghép gân cơ tứ đầu đùi đã được chứng minh là ít gây đau hơn tại vị trí lấy mô so với ghép gân bánh chè và gân kheo. Ghép gân cơ tứ đầu đùi cũng đã được chứng minh là mang lại kết quả tốt hơn khi nói đến sự ổn định và chức năng của đầu gối.